# Laurelville
Laurelville é uma vila localizada no estado norte-americano de Ohio, no Condado de Hocking.

## Demografia
Segundo o censo norte-americano de 2000, a sua população era de 533 habitantes.
Em 2006, foi estimada uma população de 549, um aumento de 16 (3.0%).

## Geografia
De acordo com o United States Census Bureau tem uma área de
0,5 km², dos quais 0,5 km² cobertos por terra e 0,0 km² cobertos por água. Laurelville localiza-se a aproximadamente 210 m acima do nível do mar.

## Localidades na vizinhança
O diagrama seguinte representa as localidades num raio de 20 km ao redor de Laurelville.